# 鹤岗市
鹤岗市是中华人民共和国黑龙江省下辖的地级市，位于黑龙江省北部。市境西与伊春市毗邻，东南隔松花江与佳木斯市相望，北隔黑龙江与俄罗斯犹太自治州比罗比詹接壤。地处三江平原与小兴安岭结合部，地势西高东低。北、东、南三面被黑龙江、松花江环绕，西部有松花江左岸支流梧桐河、都鲁河，北部有黑龙江右岸支流嘉荫河。黑龙江省四大煤城之一，市人民政府驻向阳区友谊路1号。

## 地名由来
清光绪三十四年（1908年）拟于鹤立岗设鹤岗县。

## 历史
清朝时期，为汤原县下辖的鹤立镇。
1908年，拟于此镇设置鹤立县，后因种种原因未遂。 
1914年，在此发现炭层，由沈松年等人向政府提出申请，并获得了采掘权。
1918年，开始开采煤矿，同年誉军鲍贵卿以及财政厅长，成立鹤岗煤炭矿有限公司，并计划扩大矿区，铺设一条从矿山到松花江岸的轻便铁道。
1929年3月，鹤岗煤矿公司驻矿事务所设街基管理员管理街政事务，从此矿山设治，名兴山镇。
1938年，日军将兴山镇改治兴山街，隶属汤原县。
1939年6月，满洲国实行行政机构改革之际。由汤原、萝北两县析置鹤立县，隶属三江省管辖。1944年2月，兴山街改称鹤岗街。
1945年8月，八月風暴行動开始。苏军遠東第2方面軍第15集团军部队在8月11日清晨，对萝北县、兴山镇、富锦县、佳木斯市等地发起进攻。当日，已逼近兴山镇的城郊。8月14日，第15集团军部队从兴山镇地区向鹤立岗（今汤原县鹤立镇）方向进攻:20，22。中共政权随苏军进入后的12月20日，建立兴山市，先后隶属鹤立县、合江省、松江省。
1947年6月5日，國民政府公布《東北新省區方案》，其中，鹤立县为合江省辖县。故中華民國內政部在次年编辑的《中華民國行政區域簡表》中，称“核准由汤原县析置”。县治在鹤立岗:193。
1949年11月24日，兴山市改称鹤岗市，为松江省辖市。1954年，鹤岗市为黑龙江省辖市。1958年，鹤岗市划归合江专区行政公署领导。1966年，鹤岗市改由黑龙江省直辖。 
1980年4月24日，黑龙江省人民政府批准：撤销鹤岗市东风区、跃进区，设立南山区；撤销鹤岗市群力区、反修区，设立东山区；红卫区更名为兴山区；红旗区更名为兴安区。 
1987年11月6日，国务院批准（国函[1997]177号）将佳木斯市的萝北县、绥滨县划归鹤岗市。

## 地理
鹤岗市座落在小兴安岭与三江平原的缓冲地带，地势平坦，适合农作物的生长。
鹤岗属中温带大陆性季风气候，冬严长干燥，夏季温暖多雨，秋凉爽。1月平均气温−17.2℃，7月平均气温21.7℃。全年均温3.43℃、降水一般在600－650毫米，无霜期为130天，年日照为2700时。6－9月占全年降水量的77%。
| 鹤岗市气象数据（1971年至2000年） | 鹤岗市气象数据（1971年至2000年） | 鹤岗市气象数据（1971年至2000年） | 鹤岗市气象数据（1971年至2000年） | 鹤岗市气象数据（1971年至2000年） | 鹤岗市气象数据（1971年至2000年） | 鹤岗市气象数据（1971年至2000年） | 鹤岗市气象数据（1971年至2000年） | 鹤岗市气象数据（1971年至2000年） | 鹤岗市气象数据（1971年至2000年） | 鹤岗市气象数据（1971年至2000年） | 鹤岗市气象数据（1971年至2000年） | 鹤岗市气象数据（1971年至2000年） | 鹤岗市气象数据（1971年至2000年） |
| 月份                             | 1月                              | 2月                              | 3月                              | 4月                              | 5月                              | 6月                              | 7月                              | 8月                              | 9月                              | 10月                             | 11月                             | 12月                             | 全年                             |
| -------------------------------- | -------------------------------- | -------------------------------- | -------------------------------- | -------------------------------- | -------------------------------- | -------------------------------- | -------------------------------- | -------------------------------- | -------------------------------- | -------------------------------- | -------------------------------- | -------------------------------- | -------------------------------- |
| 历史最高温 °C（°F）              | 1.5 (34.7)                       | 7.3 (45.1)                       | 19.0 (66.2)                      | 27.5 (81.5)                      | 33.5 (92.3)                      | 36.2 (97.2)                      | 37.7 (99.9)                      | 34.9 (94.8)                      | 31.0 (87.8)                      | 25.8 (78.4)                      | 13.1 (55.6)                      | 4.8 (40.6)                       | 37.7 (99.9)                      |
| 平均高温 °C（°F）                | −12.7 (9.1)                      | −7.7 (18.1)                      | 0.5 (32.9)                       | 11.1 (52.0)                      | 18.9 (66.0)                      | 23.6 (74.5)                      | 26.5 (79.7)                      | 24.7 (76.5)                      | 18.9 (66.0)                      | 9.9 (49.8)                       | −2.1 (28.2)                      | −10.9 (12.4)                     | 8.4 (47.1)                       |
| 日均气温 °C（°F）                | −17.2 (1.0)                      | −12.7 (9.1)                      | −4.5 (23.9)                      | 5.6 (42.1)                       | 13.0 (55.4)                      | 18.5 (65.3)                      | 21.7 (71.1)                      | 19.9 (67.8)                      | 13.7 (56.7)                      | 4.8 (40.6)                       | −6.6 (20.1)                      | −15.0 (5.0)                      | 3.4 (38.2)                       |
| 平均低温 °C（°F）                | −20.8 (−5.4)                     | −16.9 (1.6)                      | −9.4 (15.1)                      | 0.4 (32.7)                       | 7.4 (45.3)                       | 13.7 (56.7)                      | 17.4 (63.3)                      | 15.7 (60.3)                      | 8.9 (48.0)                       | 0.3 (32.5)                       | −10.4 (13.3)                     | −18.3 (−0.9)                     | −1.0 (30.2)                      |
| 历史最低温 °C（°F）              | −38.5 (−37.3)                    | −32.6 (−26.7)                    | −26.1 (−15.0)                    | −13.0 (8.6)                      | −4.5 (23.9)                      | 7.0 (44.6)                       | 10.1 (50.2)                      | 7.1 (44.8)                       | −2.4 (27.7)                      | −15.7 (3.7)                      | −26.5 (−15.7)                    | −32.7 (−26.9)                    | −38.5 (−37.3)                    |
| 平均降水量 mm（）                | 3.1 (0.12)                       | 4.2 (0.17)                       | 9.2 (0.36)                       | 21.9 (0.86)                      | 55.9 (2.20)                      | 113.1 (4.45)                     | 133.9 (5.27)                     | 148.6 (5.85)                     | 75.6 (2.98)                      | 31.5 (1.24)                      | 8.8 (0.35)                       | 6.6 (0.26)                       | 612.4 (24.11)                    |
| 平均降水天数（≥ 0.1 mm）         | 4.7                              | 4.1                              | 5.6                              | 7.3                              | 11.9                             | 14.1                             | 14.5                             | 14.7                             | 11.7                             | 7.8                              | 5.4                              | 5.8                              | 107.6                            |
| 来源：中国天气网                 |                                  |                                  |                                  |                                  |                                  |                                  |                                  |                                  |                                  |                                  |                                  |                                  |                                  |

## 资源
鹤岗地处黑龙江中游，矿产资源种类繁多，其中尤以煤炭、石墨和黄金最为突出。鹤岗煤田南起新华镇，北至细鳞河，西为小鹤立河断裂，东为鸭蛋河断裂，为南北长42km，东西宽平均6km，面积252km2的地堑型内陆山间断陷盆地。构造运动使向斜盆地的西侧抬升剥蚀，煤系地层直接出露地表；东侧则深幅沉降，含煤地层深埋至千米以下，从而形成了走向近南北，向东倾斜的单斜构造，倾角15°―35°，成煤放式是白垩系下统的山前冲积平原大面积泥炭沼泽化。已探明的煤炭总储量达30亿吨，工业储量22.65亿吨，可采储量11亿吨。煤种主要为气煤和1/3焦煤。石墨资源得天独厚，储量约达6亿吨。黄金储量丰富，储量约为30吨。鹤岗市坐拥连片且土质肥沃，是重要的粮食产区，盛产大豆、水稻、玉米、小麦以及马铃薯、甜菜、烟草等粮食、经济作物。森林资源丰富，主要经济树种有红松、鱼鳞松、杨树、水曲柳、黄菠萝等。

## 政治

### 现任领导
| 机构     | · 中国共产党 · 鹤岗市委员会 | 鹤岗市人民代表大会 常务委员会 | 鹤岗市人民政府    | · 中国人民政治协商会议 · 鹤岗市委员会 |
| 职务     | 书记                        | 主任                          | 市长              | 主席                                  |
| -------- | --------------------------- | ----------------------------- | ----------------- | ------------------------------------- |
| 姓名     | 王兴柱                      | 李万军                        | 邓维元            | 刘春波                                |
| 民族     | 汉族                        | 汉族                          | 汉族              | 汉族                                  |
| 籍贯     | 黑龙江省哈尔滨市双城区      | 黑龙江省鹤岗市                | 山西省平遥县      | 吉林省伊通县                          |
| 出生日期 | 1970年1月（55歲）           | 1970年7月（54歲）             | 1975年4月（50歲） | 1968年9月（56歲）                     |
| 就任日期 | 2024年7月                   | 2024年11月                    | 2024年10月        | 2021年1月                             |

### 行政区划
鹤岗市下辖6个市辖区、2个县。
- 市辖区：向阳区、工农区、南山区、兴安区、东山区、兴山区
- 县：萝北县、绥滨县

## 人口
2022年末，全市户籍总人口94.6万人,其中城镇人口76.6万人。
根据2020年第七次全国人口普查，全市常住人口为891,271人。同第六次全国人口普查的1,058,665人相比，十年共减少了167,394人，下降15.81%，年平均增长率为-1.71%。其中，男性人口为445,771人，占总人口的50.02%；女性人口为445,500人，占总人口的49.98%。总人口性别比（以女性为100）为100.06。0－14岁的人口为77,421人，占总人口的8.69%；15－59岁的人口为597,050人，占总人口的66.99%；60岁及以上的人口为216,800人，占总人口的24.32%，其中65岁及以上的人口为146,649人，占总人口的16.45%。居住在城镇的人口为736,416人，占总人口的82.63%；居住在乡村的人口为154,855人，占总人口的17.37%。

### 民族
全市常住人口中，汉族人口为868,269人，占97.42%；各少数民族人口为23,002人，占2.58%。与2010年第六次全国人口普查相比，汉族人口减少166,185人，下降16.06%，占总人口比例下降0.29个百分点；各少数民族人口减少1,209人，下降4.99%，占总人口比例增加0.29个百分点。其中，满族人口减少474人，下降4.41%，占总人口比例增加0.14个百分点；朝鲜族人口增加81人，增长1.33%，占总人口比例增加0.12个百分点。
| 民族名称                | 汉族    | 满族   | 朝鲜族 | 回族  | 蒙古族 | 壮族 | 锡伯族 | 土家族 | 达斡尔族 | 苗族 | 其他民族 |
| ----------------------- | ------- | ------ | ------ | ----- | ------ | ---- | ------ | ------ | -------- | ---- | -------- |
| 人口数                  | 868,269 | 10,273 | 6,194  | 4,647 | 1,086  | 115  | 114    | 83     | 76       | 73   | 341      |
| 占总人口比例（%）       | 97.42   | 1.15   | 0.69   | 0.52  | 0.12   | 0.01 | 0.01   | 0.01   | 0.01     | 0.01 | 0.04     |
| 占少数民族人口比例（%） | －      | 44.66  | 26.93  | 20.20 | 4.72   | 0.50 | 0.50   | 0.36   | 0.33     | 0.32 | 1.48     |

## 人文

### 各地以鹤岗命名的道路
- 辽宁省大连市金州区鹤岗路
- 上海市宝山区鹤岗路
- 山东省青岛市市北区鹤岗路
- 广东省清远市英德市鹤岗路

## 经济
鹤岗市以煤及相关产业为经济支柱，占全市工业增加值约70%。黑龙江龙煤矿业控股集团有限公司鹤岗分公司的前身鹤岗矿务局，曾是全国第四大矿务局，目前年产原煤和煤制品1200万吨。同时有以煤炭为基础的钢铁和制砖产业。如今在五号水库附近有药厂一家，为三精千鹤药厂，生产的药运往省内各地。

### 財政重整
2021年12月，鶴崗市政府日公佈取消公開招聘政府基層工作人員計劃，原因是財力情況發生重大變化，要實施「地方政府财政重整」。內地媒體指鶴崗或成為中華人民共和國建國以來，首個要「財政重整」的地級市。鶴崗市經濟衰敗的原因包括：（1）人口不斷外流，2013年至2021年，鶴崗市區人口減少達17.12%。（2）房價暴跌，2021年時樓價每平方米只有1000元，是全国平均房价最低的城市之一。出租市場更慘淡，不少業主只要求租客支付暖費與物業管理費。

## 交通
城市市区面积小，交通线路少，但是除部分高峰时段的部分地点外，基本不会发生堵车现象。城市有多条公交路线，几乎覆盖了城区的大部分。

### 铁路
鹤岗作为东北地区重要的煤炭基地，铁路交通十分便利。目前，主要的铁路线路有鹤岗铁路和鹤北铁路两条。每天都有往返哈尔滨、佳木斯、鹤北等地的客运列车。

### 公路
鹤岗境内目前拥有通往哈尔滨、大连、伊春等地的高等级公路，鹤岗至名山口的高等级公路直接与俄罗斯相连。

#### 高速公路
鹤大高速（鹤岗－大连）
 鹤哈高速（鹤岗－哈尔滨）

#### 国道
- 201国道、 332国道过境。

#### 省道
101省道（哈萝公路）
 204省道（鹤嫩公路）
 303省道（鹤伊公路）
 312省道（绥嘉公路）

### 水运
黑龙江航线位于鹤岗北部，在俄罗斯伯力与松花江和乌苏里江相接，冬季封冻。境内绥滨口岸为国务院批准的水运开放口岸。

### 公交
| 线路编码        | 始发站         | 终点站         |
| --------------- | -------------- | -------------- |
| 1路             | 牧养场         | 二马路         |
| 1路             | 公职小区       | 二马路         |
| 2路             | 公交公司       | 东山           |
| 2路             | 北国明珠四期   | 东山           |
| 3路             | 光宇小区       | 二马路         |
| 4路             | 肿瘤医院       | 鸟山煤矿       |
| 4路             | 陶瓷厂         | 兴华村         |
| 5路             | 市人民医院     | 获胜村         |
| 6路             | 五指山公园南门 | 十三厂         |
| 6路             | 五指山公园南门 | 北大岭         |
| 7路（现已停运） | 峻德小区       | 兴华村         |
| 8路             | 兴安南桥       | 公交第三停车场 |
| 9路             | 兴安广场       | 祥瑞小区       |
| 9路             | 八中           | 祥瑞小区       |
| 10路            | 大世界商城     | 蔬园林场       |
| 11路            | 宏瑞家园       | 沿河南小区     |
| 13路            | 市人民医院     | 靠山村         |
| 14路            | 跃进街         | 牧养场         |
| 15路            | 峻德小区       | 南风井         |
| 16路            | 鹤立湖         | 肛肠医院       |
| 17路            | 峻德小区       | 绿洲小区       |
| 18路            | 白石窑         | 绿洲小区       |
| 18路            | 老头沟         | 绿洲小区       |
| 20路            | 新世纪广场     | 青石山         |
| 21路            | 平安小区       | 天水湖公园     |
| 22路            | 大陆南小区     | 宏瑞家园       |
| 27路            | 新世纪广场     | 新华火车站     |
| 28路            | 新世纪广场     | 宝泉岭尚志公园 |
| 29路            | 火车站         | 名山岛风景区   |
| 51路            | 新世纪广场     | 松鹤公园       |
| 62路            | 二马路         | 文革村         |
| 环路            | 逸夫小学       | 城市记忆馆     |

## 景点

### 国家级森林公园
- 鹤岗国家森林公园
- 黑龙江三峡国家森林公园

### 国家矿山公园
- 黑龙江鹤岗市国家矿山公园

### 全国重点文物保护单位
- 奥里米城址
- 中兴城址
- 东北电影制片厂（长春电影制片厂旧址）
- 南大营
- 名山口岸

## 教育
全市拥有全日制高等学校1所，招生1565人，在校生4500人，毕业生1402人。中等专业学校8所，招生825人，在校生3125人，毕业生1456人。普通中学51所，招生8844人，在校生30903人，毕业生9811人。小学33所，招生4398人，在校生26701人，毕业生5034人。特殊教育学校2所，招生39人，在校生211人。幼儿园133所，在园幼儿10558人。

## 医疗
全市共有文化馆9个(其中市文化馆1个、萝北县1个、绥滨县1个、六区文化馆6个)，备案博物馆5个(其中市博物馆1个、萝北县2个、绥滨县1个、向阳区博物馆1个)，剧场影剧院2个。公共图书馆3个(其中市图书馆1个、萝北县1个、绥滨县1个)，藏书61.736万册。国有专业艺术表演团体1个，艺术剧院线下演出42场，线上展播1场，共计43场，演出观众约5万人次。群众文艺团体305个，群众文艺演出897余场，群众文艺演出观众26.3883万人次。广播综合人口覆盖率为100%，电视综合人口覆盖率为95%。

### 高等院校
- 鹤岗师范高等专科学校

### 中学
- 鹤岗市第一中学
- 鹤岗市第二中学
- 鹤岗市第三中学
- 鹤岗市第四中学
- 鹤岗市第五中学
- 鹤岗市第六中学
- 鹤岗市第八中学
- 鹤岗市第十中学（鹤岗市第二中学东山校区）
- 鹤岗市十二中学（鹤岗市第四中学南山校区）
- 鹤岗市十三中学
- 鹤岗市十四中学
- 鹤岗市十五中学（鹤岗市第二中学天水湖校区）
- 鹤岗市十七中学
- 鹤岗市十八中学
- 鹤岗市十九中学（鹤岗市第四中学五指山校区）
- 鹤岗市二十一中学
- 鹤岗市二十二中学
- 鹤岗市二十四中学
- 鹤岗市二十五中学
- 鹤岗市二十六中学
- 鹤岗市二十七中学
- 鹤岗市私立育才中学
- 鹤岗市私立新北方学校

## 友好城市

### 国外
- 俄罗斯犹太自治州比罗比詹

### 国内
- 河南省郑州市
- 北京市朝阳区
- 北京市海淀区
- 广东省珠海市
- 河南省平顶山市
- 湖北省恩施土家族苗族自治州
- 湖北省仙桃市
- 廣東省揭陽市
- 四川省成都市